# Fußballclub Basel 1893 1898-1899
Questa voce raccoglie le informazioni riguardanti il Football Club Basilea 1893  nelle competizioni ufficiali della stagione 1898-1899.

## Stagione
La squadra chiuse il Girone Centro di Serie A al 2º posto. A causa della presenza di sole due squadre, il programma prevedeva un solo incontro. La partita fini 1-1, e oltre un mese dopo il 18 dicembre 1898, ci fu la ripetizione della partita.  Anche la ripetizione fini con un pareggio per 2-2, allora i due capitani concordarono di disputare un tempo supplementare di 20 minuti, senza che il risultato cambiasse. A fine partita la squadra degli Old Boys presentò una lamentela all'Associazione Svizzera di Football, oggetto della protesta un fallo di mano di Rudolf La Rochesu sul primo goal dell'Basilea.
La protesta fu accettata e la federazione decise di fissare il punteggio finale con il risultato di 2-1 per gli Old Boys.

## Rosa
| N. |                     | Ruolo | Calciatore                |
| -- | ------------------- | ----- | ------------------------- |
|    | Svizzera (bandiera) | P     | Paul Hofer                |
|    | Svizzera (bandiera) | P     | Adolf Rittmann            |
|    | Svizzera (bandiera) |       | Hans Billeter             |
|    | Svizzera (bandiera) | D     | Charles Volderauer        |
|    | Svizzera (bandiera) |       | Ernst Friedrich Gass (II) |
|    | Svizzera (bandiera) |       | Louis Gürtler             |
|    | Svizzera (bandiera) |       | Alfred Iselin             |
|    | Svizzera (bandiera) |       | Rudolf Iselin             |
|    | Svizzera (bandiera) |       | Rudolf La Roche           |

| N. |                     | Ruolo | Calciatore            |
| -- | ------------------- | ----- | --------------------- |
|    | Svizzera (bandiera) |       | Rudolf Schwarz        |
|    | Svizzera (bandiera) |       | R. Sommer             |
|    | Svizzera (bandiera) |       | Horace Watts          |
|    | Svizzera (bandiera) |       | Roland Ziegler        |
|    | Svizzera (bandiera) |       | L. Montbaron          |
|    | Svizzera (bandiera) |       | Otto Reber            |
|    | Svizzera (bandiera) |       | Georges Fürstenberger |
|    | Svizzera (bandiera) | A     | Hermann Schneider (I) |
|    | Svizzera (bandiera) | A     | Ernst Thalmann (I)    |

## Risultati

### Serie A

#### Torneo
| Basilea 13 novembre 1898, ore 15:00 CEST 1ª Giornata | Basilea            | 0 – 0 referto | Old Boys Basilea | Landhof-Stadium\| Arbitro: \| De Costa (Basilea) \| |
| Arbitro:                                             | De Costa (Basilea) |               |                  |                                                     |

| Arbitro: | Doll (Zurigo) |

|                             |           |             |
| Devick 40’ (rig.) Buser 65’ | Marcatori | 88’ Schiess |

## Statistiche

### Statistiche di squadra
| Competizione | Punti | In casa | In casa | In casa | In casa | In casa | In casa | In trasferta | In trasferta | In trasferta | In trasferta | In trasferta | In trasferta | Totale | Totale | Totale | Totale | Totale | Totale | DR |
| Competizione | Punti | G       | V       | N       | P       | Gf      | Gs      | G            | V            | N            | P            | Gf           | Gs           | G      | V      | N      | P      | Gf     | Gs     | DR |
| ------------ | ----- | ------- | ------- | ------- | ------- | ------- | ------- | ------------ | ------------ | ------------ | ------------ | ------------ | ------------ | ------ | ------ | ------ | ------ | ------ | ------ | -- |
| Serie A      | -     | 0       | 1       | 0       | 0       | 0       | 0       | 1            | 0            | 0            | 1            | 1            | 2            | 2      | 0      | 1      | 10     | 1      | 2      | -1 |
| Totale       | -     | 0       | 1       | 0       | 0       | 0       | 0       | 1            | 0            | 0            | 1            | 1            | 2            | 2      | 0      | 1      | 10     | 1      | 2      | -1 |

### Statistiche dei giocatori
| Giocatore        | Serie A  | Serie A |
| Giocatore        | Presenze | Reti    |
| ---------------- | -------- | ------- |
| H. Billeter      | 2        | 0       |
| G. Fürstenberger | 1        | 0       |
| E. F. Gass (II)  | 2        | 0       |
| P. Hofer         | 2        | -3      |
| R. La Roche      | 1        | 0       |
| L. Montbaron     | 1        | 0       |
| O. Reber         | 2        | 0       |
| A. Rittmann      | 2        | 0       |
| G. E. Schiess    | 2        | 2       |
| H. Schneider (I) | 2        | 0       |
| R. Sommer        | 1        | 0       |
| E. Thalmann (I)  | 2        | 0       |